# Gonzales Coques
Gonzales Coques (Anversa, 1618 – Anversa, 18 aprile 1684) è stato un pittore fiammingo, soprannominato dai  contemporanei il piccolo Van Dyck, fu soprattutto pittore di ritratti e di gruppi di personaggi in piedi presentati in scala ridotta, nello spirito delle scene di genere.

## Biografia
Allievo di Pieter Brueghel il Giovane tra il 1626 ed il 1627, poi lo divenne di David Ryckaert, di cui sposò la figlia. Nel 1641 fu ammesso tra i maestri ad Anversa. Viaggiò in Inghilterra ed nei Paesi Bassi, dove tra il 1645 ed il 1648 partecipò alla decorazione della Huis ten Bosch all'Aia, per la quale eseguì pitture mitologiche ed allegoriche.
Nel 1648 ritornò ad Anversa, dove fu nominato decano della corporazione di San Luca nel 1665-1666 e nel 1680-1681. Nel 1671 venne nominato pittore di corte dal conte di Monterey, governatore dei Paesi Bassi.

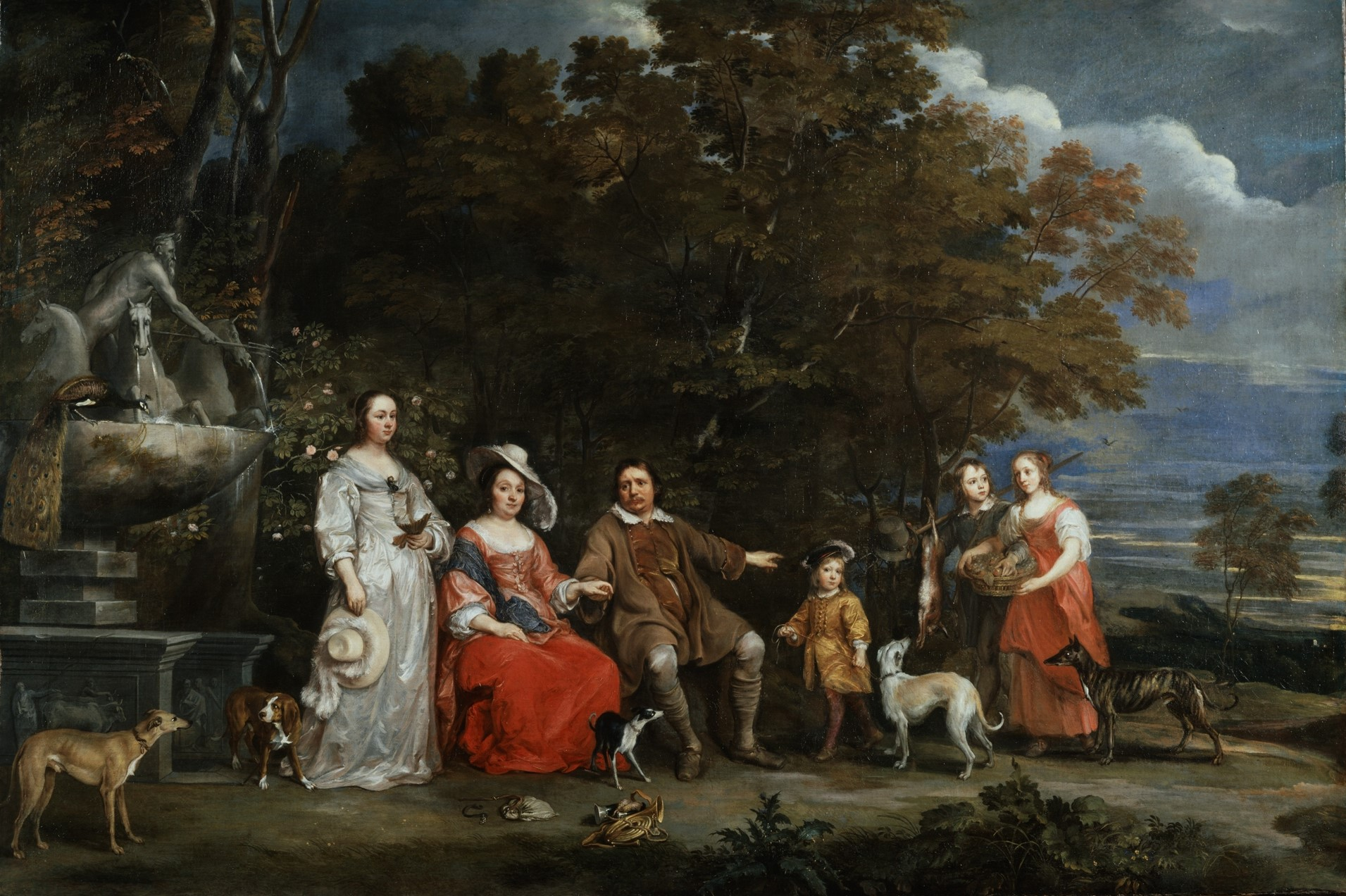
Gruppo di famiglia in campagna, 1647

Assai di moda tra le famiglie patrizie di Anversa, produsse molto e numerosi sono i quadri a lui attribuiti e conservati nei musei di Anversa, nel Museo reale delle belle arti del Belgio di Bruxelles, nella National Gallery di Londra, nel Louvre di Parigi, nel museo di Kassel e nel museo di Norimberga; pochi dipinti però sono firmati. Tra essi il più piacevole è il Giovane studioso con la sorella, conservato al museo dello Schloss Wilhelmshöhe di Kassel, di esecuzione fine ed armoniosa. La stessa delicata fattura su ritrova nella Famiglia Van Eyck del 1640, ora a Budapest, e nel Pranzo di artisti, conservato al Petit Palais di Parigi; la stessa ricerca di una atmosfera familiare e poetica si nota nel Gruppo di famiglia in campagna, del 1647 ora nella collezione Wallace di Londra. Coques lavorò talvolta in collaborazione con numerosi altri artisti, tra i quali Jacques d'Arthois, Jan Wildens e Pieter Bout. Ebbe come allievi van den Bosch e Verdussen.